# Harvey Perrin
Harvey Dale Perrin (* 20. Juli 1905 in Batesville/Indiana; † 2. Januar 1999 in Toronto) war ein kanadischer Musikpädagoge, Geiger, Bratscher und Chordirigent.

## Leben
Perrin kam im Jahr 1910 nach Kanada. Er hatte am Kitchener College Unterricht bei George Ziegler und spielte 1919 Bratsche und Geige im Kitchener-Waterloo Orchestra. Er setzte seine Ausbildung an der University of Toronto bei Frank Blachford, Herbert A. Fricker, Luigi von Kunits, George Lambert und Ettore Mazzoleni fort und war bis Anfang der 1940er-Jahre Mitglied des Toronto Mendelssohn Choir.
Von 1944 bis 1956 war Perrin Dirigent des Harvey Perrin Choir, mit dem er u. a. Konzerte im Rundfunk bei der CBC gab, danach leitete er von 1958 bis 1971 den Toronto Men Teachers’ Choir. Von 1958 bis 1971 dirigierte er die Massenchöre der Schulkinder bei den jährlichen May Festival Concerts in Toronto.
Ab 1947 war Perrin Vizedirektor, von 1958 bis 1971 Direktor für Musik des Toronto Board of Education. Außerdem war er Präsident der Musiksektion der Ontario Educational Association und von 1969 bis 1971 der Canadian Music Festival Adjudicators’ Association. Zwischen 1946 und 1966 gab er Sommerkurse zu Methoden der Schulmusikerziehung. 1966 unternahm er eine Reise nach Ungarn, um die Methoden der Musikerziehung von Zoltán Kodály zu studieren, im Ergebnis entstand mit Koautoren das Buch The new Approach to Music. 1995 wurde er mit dem City of Toronto Award of Merit geehrt.